# Poeciloterpa latipennis
Poeciloterpa latipennis är en insektsart som beskrevs av Schmidt 1920. Poeciloterpa latipennis ingår i släktet Poeciloterpa och familjen spottstritar.
Artens utbredningsområde är Filippinerna. Inga underarter finns listade i Catalogue of Life.